# 주흘산
주흘산(主屹山)은 대한민국 경상북도 문경시에 있는 산으로 소백산맥의 주축에 있다. 문경의 진산(鎭山)인 이 산은 ‘우두머리 의연한 산’이란 한자 뜻 그대로 문경새재의 주산이다. 영남이란 지명은 조령, 즉 새재의 남쪽 지방이란 뜻이다.

## 지질
주변의 지질은 풍화에 약한 화강암지대이나, 이 산은 정상부는 규암질변성암(珪岩質變成巖)과 불국사통 화강암으로 된 종형산지를 이루고 잇다. 주봉은 돔(dome)상으로 옹립하고 있어 기복이 심하며, 이 돔 상의 산정을 정점으로 방사상으로 지릉이 발달하고 있다.
지질구조는 지체구조적인 면에서 경기육괴와 소백산육괴의 편마암류 기반 위에 천지향사대가 북동-남서방향으로 관통하며, 이는 다시 변성대와 비변성대 경계를 이루는 지역으로 우리나라의 지질을 해석하는데 중요한 지역이다.

## 문화재
남서쪽 기슭에 위치한 혜국사는 신라 문성왕 8년(846) 보조국사 체징이 개창한 고찰로 고려 말 홍건적이 쳐들어왔을 때 공민왕이 난을 피해 이곳에 머물었다는 일화로 유명한 절이다.
과거에는 고구려와 신라의 경계를 이루기도 했으며, 조령산과 주흘산 가운데의 계곡 길을 따라 문경관문(사적 147호)이 세워졌는데, 제2관문은 1594년(선조 27)에, 제1·3관문은 1708년(숙종 34)에 세워졌다. 이곳은 영남지방과 중부지방을 잇는 교통의 요지였다.

## 현황
1999년 1월 대한민국 철도청에서 문경선 관광열차로 운행해서 주흘산 등산객들을 많이 유치했다. 2024년 4월 주흘산에 케이블카 건설착공할 예정이다.

## 같이 보기
- 한국의 산